# Borland
Borland Software Corporation (anteriormente Borland International, Inc.) es una compañía de software, ubicada en Austin, Texas, Estados Unidos. Fue fundada en 1983 por Niels Jensen, Ole Henriksen, Mogens Glad y Philippe Kahn.
Borland nació en 1983 cuando el joven danés Anders Hejlsberg llegó a un acuerdo con Philip Khan para vender el compilador de Pascal que Anders había creado para ordenadores personales. Turbo Pascal fue un compilador con un concepto de "entorno", revolucionario en aquella época. Costaba unos 50 dólares estadounidenses y tenía unas posibilidades excepcionales en la época: incluía extensiones que eliminaban todos los inconvenientes que provocaron el ensayo de Brian Kernighan Por qué Pascal no es mi lenguaje preferido. Especialmente todas las limitaciones al acceso directo a memoria y a la máquina (ensamblador integrado).
Borland sacó más tarde compiladores para otros lenguajes como Prolog (Turbo Prolog) y Basic (Turbo BASIC). Pero el más popular y que arraigó fue el del lenguaje de programación C, Turbo C. En competencia con Microsoft, Borland llegó a colocarse en los primeros puestos en el sector de compiladores.
Perdió ese lugar antes de salir Windows 95. La versión para Windows de Turbo Pascal era considerada un buen producto. Pero la programación para Windows pedía a gritos un entorno más cómodo. Mientras tanto, Microsoft se estaba comiendo el mercado con Visual Basic. Cuando Delphi salió en la primavera del año 1995, ya había perdido mucho terreno.
Así como Delphi surge como la evolución para MS Windows del Turbo Pascal, otro tanto sucedió con el Turbo C que dio lugar al C++Builder. La compañía también lanzó JBuilder, un IDE Java (1996).
Varios productos de Borland están también disponibles para GNU/Linux, entre ellos Interbase, JBuilder y Kylix que integraba Delphi y C++Builder (aunque Kylix fue abandonado tras la versión 3.0).
En septiembre de 2006 se relanzó la gama de productos Turbo (Turbo C++, Turbo C#, Turbo Delphi), como versiones reducidas de sus herramientas estrella (Delphi, C++Builder) para Windows

## Compras y fusiones
En 1991, Borland adquirió la compañía Ashton-Tate, de la que siguió comercializando sus productos estrella, dBase e Interbase.
Hacia 1993-94 hubo acuerdos con WordPerfect de cara a la cooperación en ofimática, comercializándose conjuntamente sus productos.
Tras la compra de Visigenic (empresa especializada en CORBA y creadora de VisiBroker) en 1997, cambió su nombre a Inprise.
En 1999 Microsoft hace una inversión en la compañía, 2 meses después de haber ocasionado la salida de los principales directivos de Inprise.
En 2000 hubo un intento fallido de fusión con Corel.
En 2001, Inprise retomó su afamado nombre, denominándose desde entonces Borland Software Corporation.
El 14 de noviembre de 2006 el departamento de IDEs y compiladores (Borland Developer Tools Group) se separó de Borland formando una nueva filial (cuyo único accionista era Borland), llamada CodeGear. La casa matriz, Borland Software Corporation, se centrará en herramientas de análisis, diseño y "gestión del ciclo de vida de la aplicación" (Application Lifecycle Management, ALM).
En mayo de 2008 Borland Software Corporation llegó a un acuerdo para la venta de CodeGear a Embarcadero Technologies por 23 millones de dólares.
El 6 de mayo de 2009, el desarrollador de software Micro Focus compra Borland Software Corporation por 75 millones de dólares.

## Productos

### Productos actuales
La línea de productos de Borland en 2016 incluye:

#### Gestión de requisitos
- Atlas
- Caliber
- Together for Eclipse

RESENDIZ

#### Gestión de cambios
- AccuRev
- AccuSync
- GitCentric
- Micro Focus Connect
- StarTeam
- StarTeam Agile

#### Automatización de pruebas
- Silk Test
- Silk Mobile
- Silk Central Connect
- Silk TestPartner

#### Pruebas de rendimiento
- Silk Performer
- Silk Performer CloudBurst
- Silk WebMeter
- QALoad

#### Gestión de pruebas
- Silk Central

### Viejo software, no comercializado actualmente por Borland
Herramientas de programación
- Borland C++ (abandonado, sustituido por C++Builder)
- C++Builder
- C# Builder
- CodeWright
- IntraBuilder
- JBuilder
- Borland Delphi
- Kylix (abandonado)
- Object Vision
- Turbo Assembler (abandonado)
- Turbo BASIC (actualmente PowerBASIC de PowerBASIC Inc.)
- Turbo C (abandonado, sólo para MS-DOS,sustituido por Turbo C++)
- Turbo C++ (abandonado, predecesor del C++Builder)
- Turbo C# (versión recortada del C#Builder, abandonado en 2009)
- Turbo Delphi (versión recortada del Delphi, abandonado en 2009)
- Turbo Delphi 4 PHP (entorno de desarrollo para aplicaciones PHP)
- Turbo Debugger
- Turbo Modula-2
- Turbo Pascal (abandonado, sólo para MSDOS, sustituido por Borland Pascal, y este por Delphi)
- Turbo Profiler
- Turbo Prolog (actualmente Visual Prolog de Prolog Development Center)
- Borland VisiBroker (para CORBA)
- Borland AppServer
- Borland Enterprise Studio, para C++, Mobile y Java
- Borland Enterprise Server

Utilidades
- SideKick (utilidad TSR para MS-DOS, abandonado)
- SideKick Plus
- SuperKey
- Turbo Lightning (corrector ortográfico TSR)

Aplicaciones
- Reflex
- dBase (actualmente de dataBased Intelligence Inc.)
- Interbase (actualmente de CodeGear)
- Paradox (actualmente de Corel)
- Quattro
- Quattro Pro (actualmente de Corel)
- Sprint
- Borland Tempo
- Borland Gauntlet

Juegos
- Turbo GameWorks (Fuentes y ejecutables en Turbo Pascal de Bridge, Go-Moku, y Chess)
- Word Wizard (requiere Turbo Lightning)